# Tim Mälzer

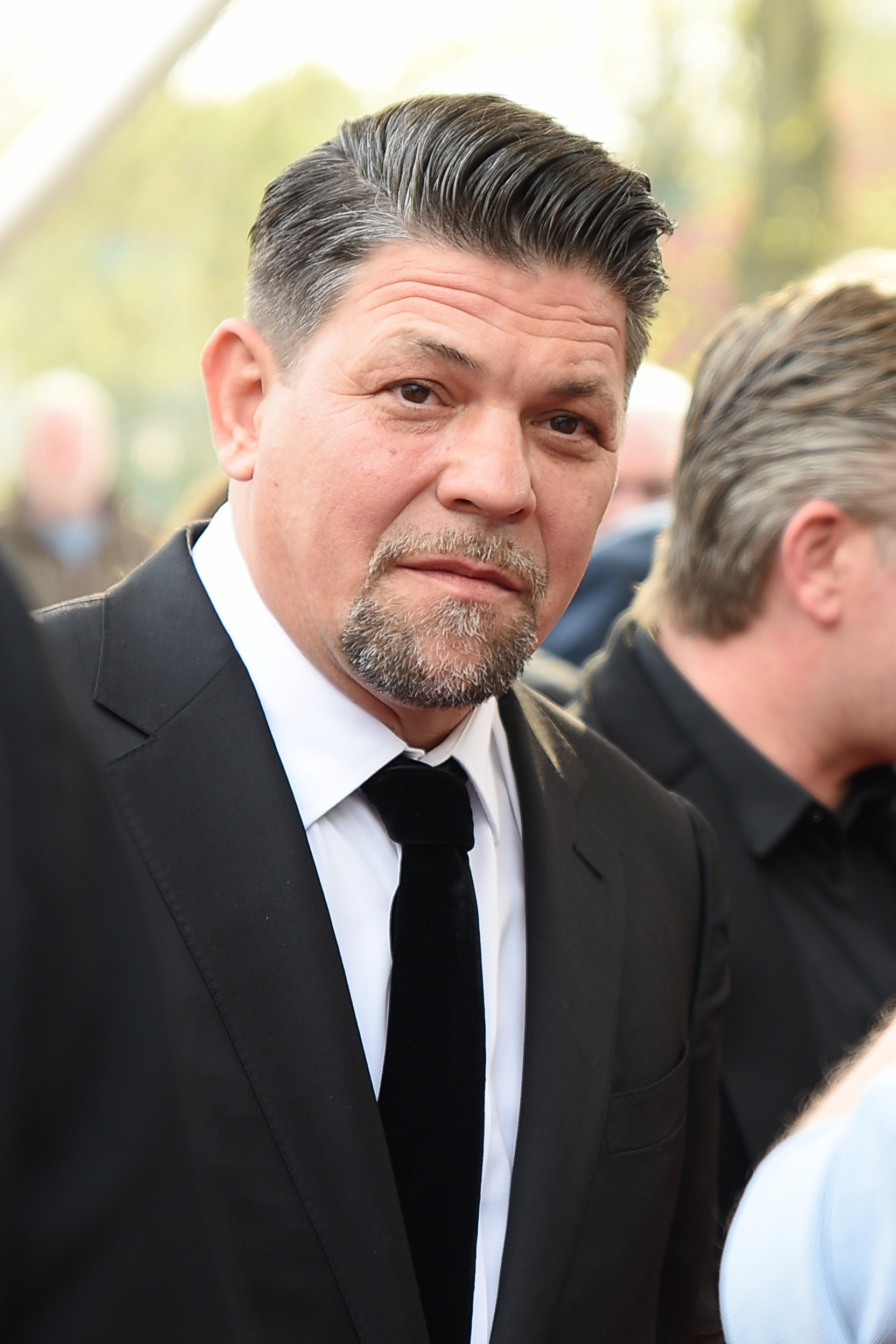
Tim Mälzer (Grimmepreis 2023)

Tim Mälzer (* 22. Januar 1971 in Elmshorn) ist ein deutscher Koch, Fernsehmoderator, Kochbuchautor und Fernsehkoch.

## Leben
Mälzer wurde 1971 im schleswig-holsteinischen Elmshorn als Sohn des Kaufmanns Rainer Mälzer (* 27. Februar 1948; † 10. März 2023) und dessen Frau Christa (* 1948) geboren. Nach dem Abitur 1990 an der Johannes-Brahms-Schule in Pinneberg leistete Mälzer Zivildienst im Kreiskrankenhaus von Pinneberg und absolvierte von 1992 bis 1995 eine Ausbildung zum Koch im Hamburger Hotel InterContinental. Anschließend war er von 1995 bis 1997 als Koch im Hotel Ritz in London beschäftigt. Nach weiteren Stationen jobbte er im Londoner Neal Street Restaurant von Antonio Carluccio unter Gennaro Contaldo, in dem zur gleichen Zeit auch der damals noch unbekannte Koch Jamie Oliver angestellt war.
Nach seiner Rückkehr nach Deutschland 1997 arbeitete er in den Hamburger Restaurants Tafelhaus (Christian Rach), Café Engel und Au Quai. Mit Christian Senkel als Partner übernahm er im August 2002 Das Weiße Haus am Museumshafen Övelgönne, das er im Mai 2007 verließ. Ende April 2006 pachtete Mälzer zusätzlich die Oberhafenkantine in Hamburg; das Lokal wurde bis Ende 2007 von seiner Mutter betrieben und später von anderen Pächtern übernommen. 
Mit Patrick Rüther als Partner eröffnete er 2009 im Hamburger Schanzenviertel das Restaurant Bullerei. Weitere Neueröffnungen mit Rüther waren 2012 am Frankfurter Flughafen das Hausmann’s, 2015 ein gleichnamiges Restaurant in der Düsseldorfer Altstadt, das 2019 geschlossen wurde, und 2017 ein weiteres Hausmann’s am Flughafen Düsseldorf.
Im November 2016 eröffnete er am Alsterufer in Hamburg das Restaurant Die gute Botschaft, das 2022 geschlossen wurde. Mälzer ist Berater der Redaktion der Zeitschrift Essen & Trinken für jeden Tag, deren Werbepartner er auch ist. Während der COVID-19-Pandemie 2020 organisierte er eine Demonstration auf dem Hamburger Rathausmarkt, um auf die Not der aufgrund der Ausgangsbeschränkungen stark betroffenen Gastronomie aufmerksam zu machen. Mälzer lebt in Hamburg-Harvestehude.

## Fernsehkoch
Mälzer präsentierte ab Dezember 2003 die Kochsendung Schmeckt nicht, gibt’s nicht auf VOX, die 2004 und 2007 für den Deutschen Fernsehpreis nominiert wurde. Die Sendung lief dort wochentags bis August 2007. Mälzer wechselte dann in das Abendprogramm des Senders, wo er bis September 2007 die Sendung Born to Cook moderierte.
Seit Dezember 2004 trat Mälzer auch häufig in der ZDF-Sendung Johannes B. Kerner – Kochen bei Kerner auf, die wöchentlich freitagabends ausgestrahlt wurde. Mälzers Popularität als Fernsehkoch förderte auch den Absatz der von ihm geschriebenen Kochbücher Born to Cook und Born to Cook 2. 2006 gab er das Magazin Neues vom Küchenbullen heraus, das mit einem Teil des Erlöses Projekte von World Vision finanziert. Im Jahr 2006 präsentierte Mälzer die Reihe Kochen mit Tim der Sesamstraße. Nach einer Pause, die durch ein Burnout-Syndrom bedingt war, trat Mälzer 2007 in seiner Bühnenshow Ham’ se noch Hack vor Publikum auf. Außerdem war er seit Ende 2007 häufig Gast in der VOX-Sendung Die Kocharena.
In dem 2007 von Pixar produzierten Trickfilm Ratatouille spricht Mälzer als Synchronsprecher den Souschef Horst. Am 25. November 2007 war Mälzer in der Sendung Dittsche des WDR Fernsehens zu sehen. Er spielte darin sich selbst und trat als der in der Serie obligatorische Gast im Imbiss auf. Er kaufte dort zu später Stunde die Zutaten für „Currywurst mit Pommes“ ein, da er die Speisen daheim für sich und Freunde selbst zubereiten wollte. Ab 18. April 2009 lief die wöchentlich ausgestrahlte Sendung Tim Mälzer kocht im Ersten. Die Sendung wurde 2014 eingestellt.
2010 engagierte er sich als Botschafter für die Deutsche Gesellschaft zur Rettung Schiffbrüchiger. Seit 2008 unterstützt er die Hamburger Benefizaktion Kicken mit Herz und ist Ehrenmitglied der Placebo Kickers Hamburg. Seit 2012 ist er Botschafter der Initiative Schau hin! Von 2013 bis 2015 war er Coach und Juror in der Sat.1-Koch-Castingshow The Taste. Seit Februar 2016 ist er mit Kitchen Impossible auf Sendung, die mit dem Deutschen Fernsehpreis 2017 in der Kategorie „Bestes Factual Entertainment“ ausgezeichnet wurde.
Ab dem 15. November 2019 moderiert er die Kochsendung Ready to beef! auf VOX, während Tim Raue die Gerichte bewertet. 2020 nahm er an der VOX-Sendung Grill den Henssler teil.

## Weitere Auftritte in Medien
Im April 2021 übernahm er für eine Ausgabe die Moderation der RTL-Show Denn sie wissen nicht, was passiert. Seit September 2021 ist er zusammen mit Steffen Henssler im Format Mälzer und Henssler liefern ab! bei VOX zu sehen. In der Folge Herzlich Willkommen (484) der ARD-Serie Großstadtrevier übernahm Mälzer eine Gastrolle. In Folge 225 der Hörspielserie Die drei ??? spricht er den Koch Nigel.

## Auszeichnungen

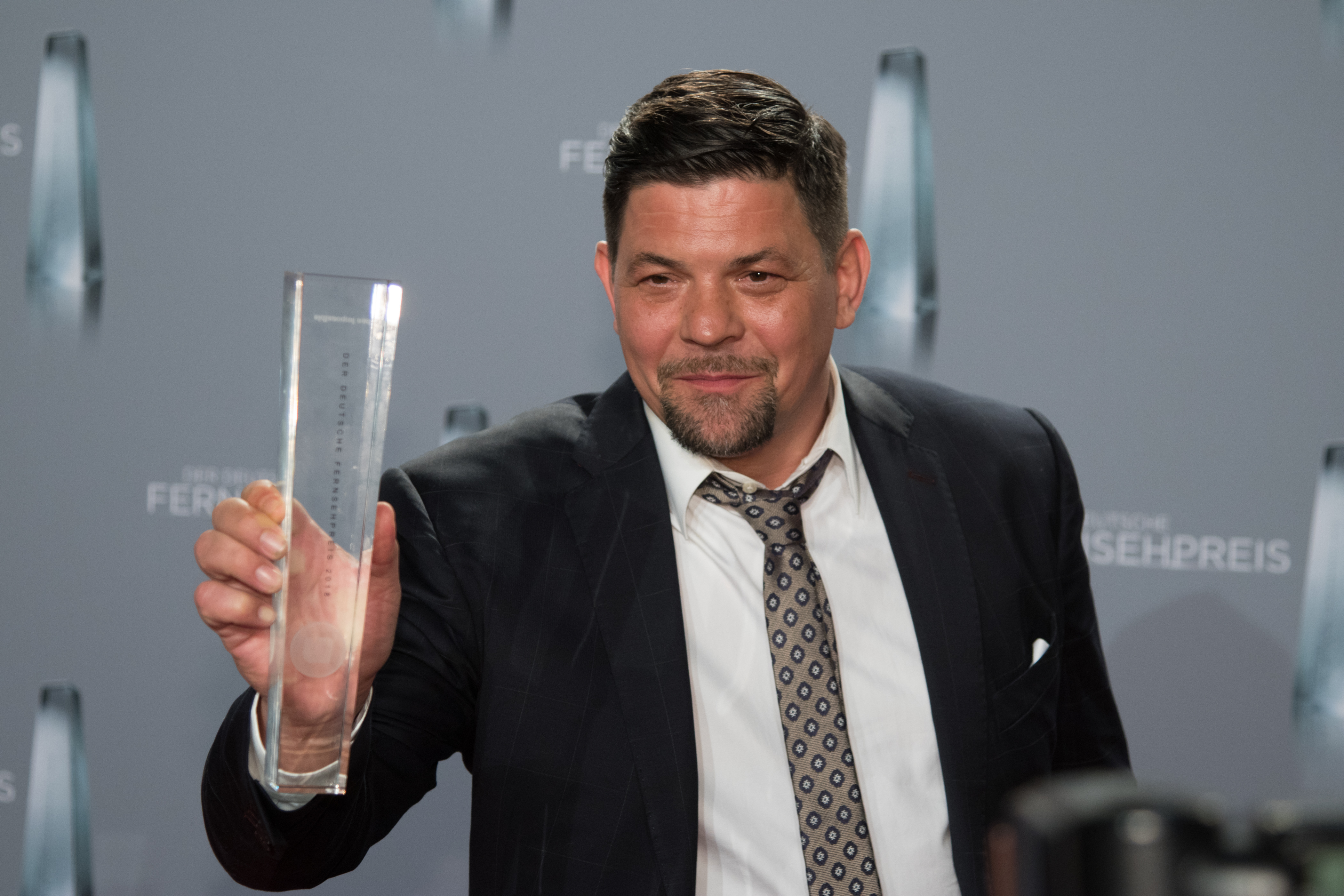
Tim Mälzer mit dem Deutschen Fernsehpreis ausgezeichnet (2018)

- 1994: Rudolf Achenbach Preis des Verbandes der Köche Deutschlands als „Bester Jungkoch des Jahres“[26]
- 2006: Goldene Kamera in der Kategorie Hörzu-Leserwahl „Beste Koch-Show“ für Schmeckt nicht, gibt’s nicht.
- 2008: Radio Regenbogen Award in der Kategorie „Medienmann“[27]
- 2016: Auszeichnung der Deutschen Akademie für Fernsehen in der Kategorie Fernseh-Unterhaltung für Kitchen Impossible (gemeinsam mit Sven Steffensmeier)[28]
- 2017: Deutscher Fernsehpreis 2017 in der Kategorie Bestes Factual Entertainment für Kitchen Impossible
- 2018: Deutscher Fernsehpreis 2018 in der Kategorie Bestes Factual Entertainment für Kitchen Impossible
- 2019: Ehren-Schleusenwärter 2019[29]
- 2019: Professor-Niklas-Medaille 2019 in Silber[30]
- 2020: Eckart Witzigmann Preis 2020 Prix d'Exception für den besonderen Einsatz für die durch die Covid-19-Pandemie schwer getroffene und bedrohte Gastronomie[31]
- 2023: Robert-Geisendörfer-Preis in der Kategorie Fernsehen für Zum Schwarzwälder Hirsch
- 2023: Grimme-Preis in der Kategorie „Unterhaltung“ für Zum Schwarzwälder Hirsch – eine außergewöhnliche Küchencrew und Tim Mälzer[32]

## Bücher

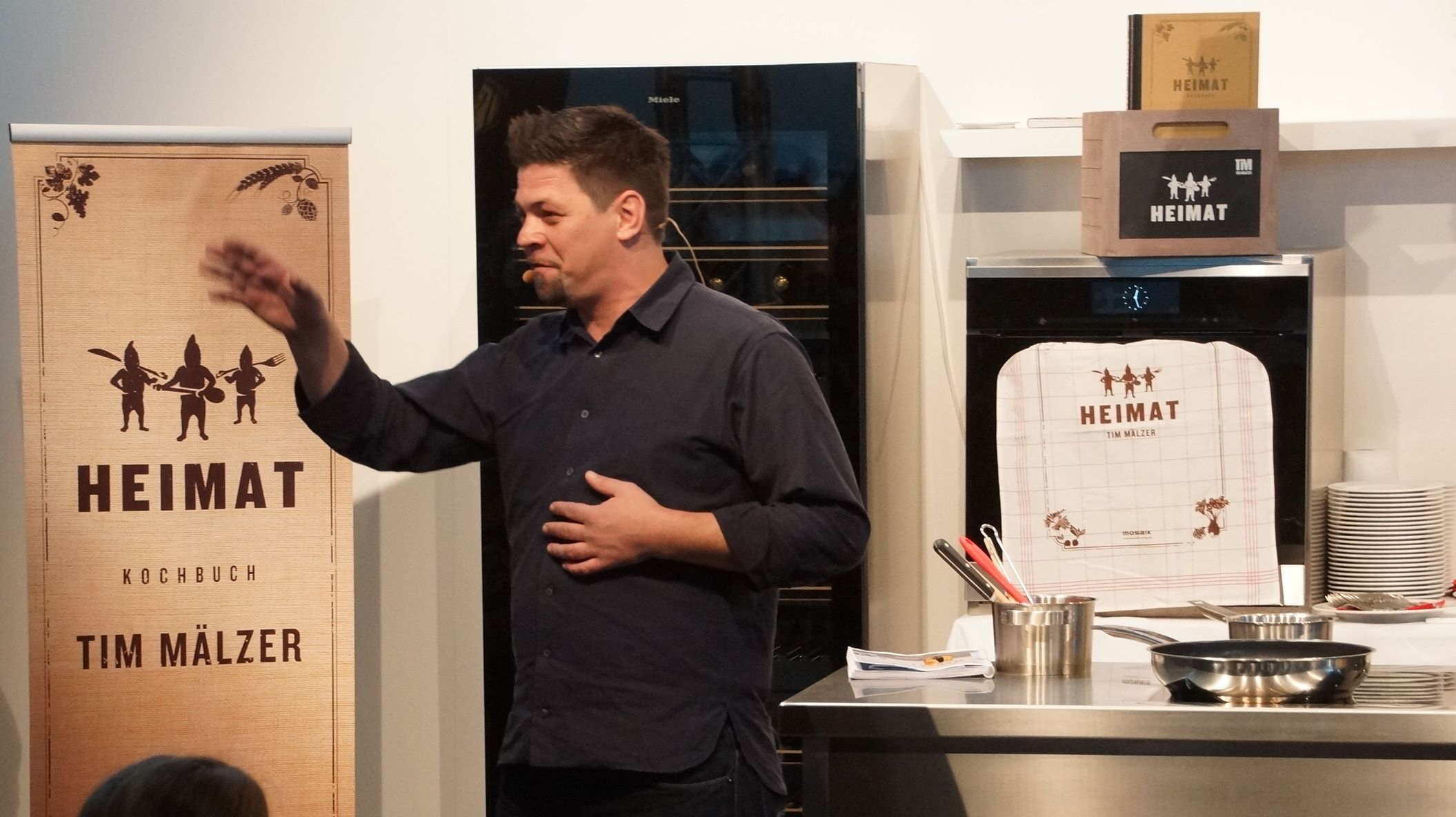
Tim Mälzer mit seinem Buch Heimat bei der Frankfurter Buchmesse (2014)

- Born to Cook. Mosaik bei Goldmann, München 2004, ISBN 3-442-39079-6.
- Born to Cook 2. Mosaik, München 2005, ISBN 3-442-39087-7.
- Neues vom Küchenbullen. Cora, Hamburg 2006, ISBN 3-89941-372-5.
- Kochbuch. Mosaik, München 2007, ISBN 978-3-442-39124-0.
- Mälzer & Witzigmann. Zwei Köche – ein Buch (mit Eckart Witzigmann). Mosaik, München 2010, ISBN 978-3-442-39195-0.
- Greenbox. Tim Mälzers grüne Küche. Mosaik, München 2012, ISBN 978-3-442-39243-8.
- Heimat. Mosaik, München 2014, ISBN 978-3-442-39274-2.
- Die Küche. Mosaik, München 2016, ISBN 978-3-442-39304-6.
- Neue Heimat. Mosaik, München 2018, ISBN 978-34-423-9338-1.
- Kitchen Impossible. Mosaik, München 2022, ISBN 978-34-423-9399-2.
- Vierundzwanzigsieben kochen. Mosaik, München 2023, ISBN 978-3442394159.